# Plaça de les Glòries Catalanes

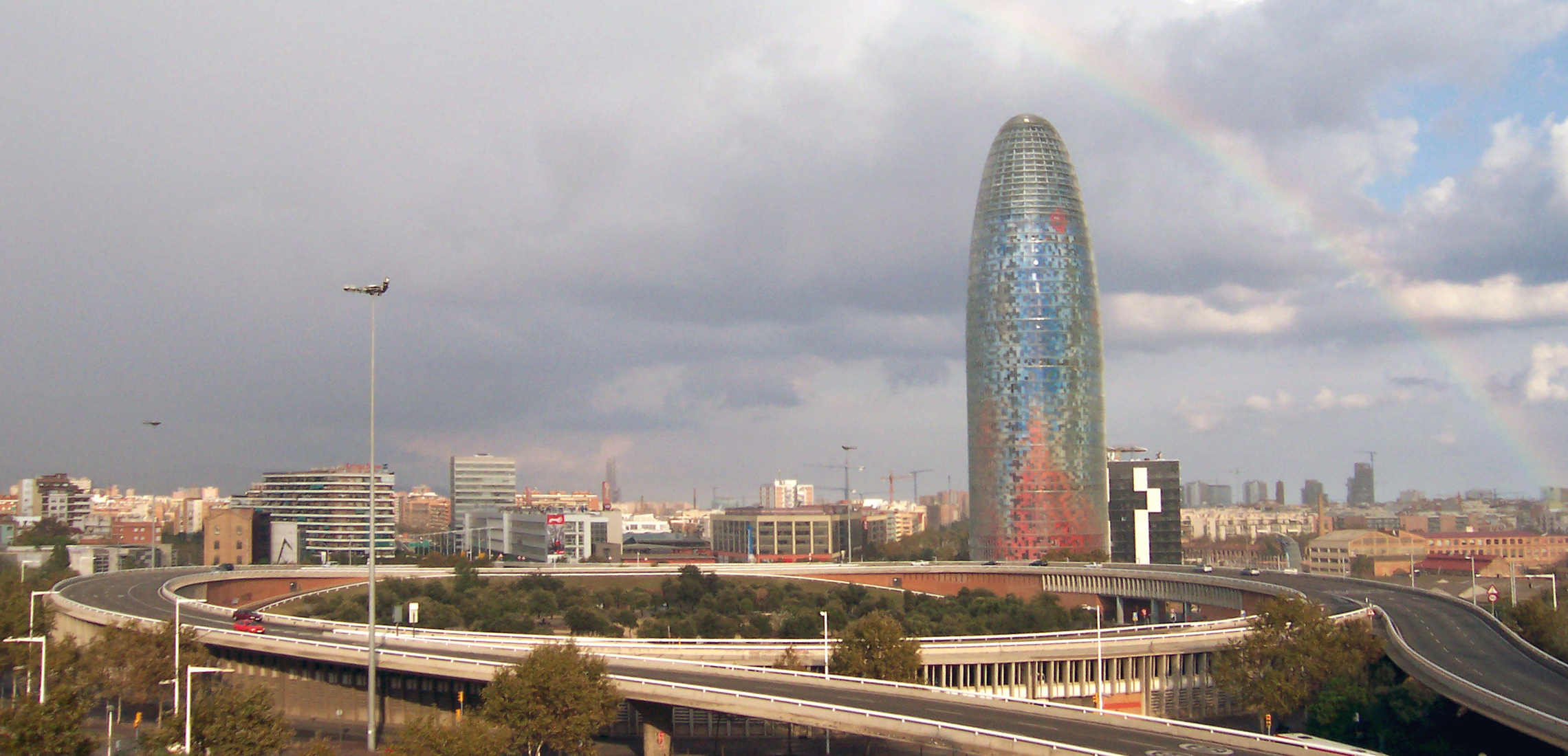

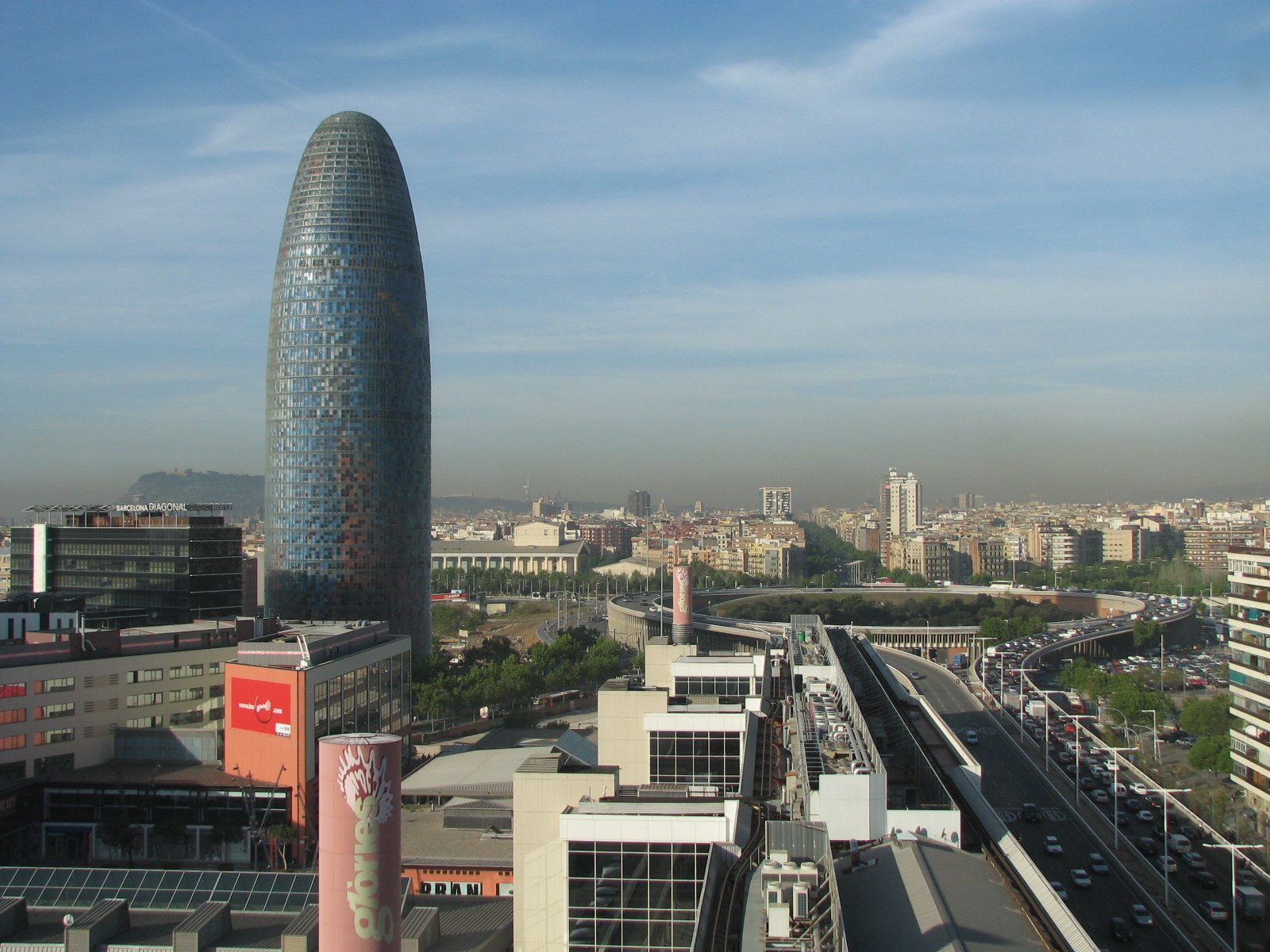

Plaça de les Glòries Catalanes, potocznie Glòries - plac w Barcelonie, zaprojektowany przez Ildefonsa Cerdę. W pierwotnych planach rozbudowy miasta w II połowie XIX wieku miał służyć jako centrum całego miasta, nigdy jednak nie spełniał tej roli. Jest położony w dzielnicy Sant Martí i pełni funkcję ważnego węzła transportowego. Na placu zbiegają się Avinguda Diagonal, Avinguda Meridiana i Gran Via de les Corts Catalanes. Począwszy od 2000 na placu prowadzone są prace konserwatorskie oraz modernizacyjne w ramach procesu rewitalizacji północnych dzielnicy Barcelony. Jednym z elementów tych prac była budowa Torre Agbar; dalsze konstrukcje tego typu są planowane. 

## Architektura placu
Większość położonych obecnie przy placu budynków to obiekty z lat 60. XX wieku oraz konstrukcje wzniesione na potrzeby Igrzysk Olimpijskich 1992. Z placem graniczy targ Els Encants Vells, znajduje się na nim także centrum handlowe Glòries. Duża część jego powierzchni zajmowana jest przez parkingi. Projekt przebudowy placu zakłada ustawienie na nim kolejnego kompleksu budynków użyteczności publicznej oraz adaptację części mało estetycznych parkingów na park miejski. Również Els Encants Vells ma zostać przeniesiony, natomiast położona pod placem stacja metra rozbudowana i skoordynowana z kolejką podmiejską Ferrocarrils de la Generalitat de Catalunya.

## Ważne obiekty położone przy placu
- Torre Agbar
- Centrum kulturalne La Farinera del Clot, powstałe poprzez adaptację budynków fabrycznych,
- Edifici Ona - budynek administracyjny władz miasta.
- Teatr Versus
- Hotel Diagonal Barcelona
- Hotel Glories

Co roku na placu odbywa się część festiwalu Barcelona Visual Sound.